# Kamilia Amélie
Kamilia Amélie er en dansk sangerinde og sangskriver.

## Baggrund
Kamilia Amélie er født og opvokset i Svendborg på Sydfyn. Hun har sunget og danset siden hun var helt lille og begyndte at skrive sange som 10 årig. Hun flyttede til København da hun var 19 år for at tage en danseuddannelse og har efterfølgende været danser i ”Nøddeknækkeren” i Tivoli, lavet Streetshows i Paris og undervist på Gaardbodans på Nørrebro. 
Hun mødte producer Steven Mahona fra Nephel Music i 2009 og de indledte et samarbejde, som har holdt ved lige siden. 

## Musikkarriere
Kamilia Amélie var support for Lukas Graham på hele deres forårsturné i 2012. Hun udgav sin første single “Little Darling”, 19. april samme år, et nummer som bl.a. P4 & DR Mama spillede og hun blev DR Mama’s "Kæledægge" og "Ugens Popcorn" hos Radio Diablo. 
Hun afholdte release på debutalbummet "Come what may" på Idealbar (13. september 2012). Releasen foregik som en dobbeltkoncert med Barbara Moleko, som Kamilia Amélie desuden har co-produceret for på tracket "Rejser mig op". "Come What May" blev et meget anmelderrost album og fik bl.a. 5 ud af 6 stjerner i Gaffa. 
Kamilia Amélie har derudover varmet op for Nabiha, Amerikanske Lake Street Dive og har været Special Guest på Alphabeats "Exspress None Stop" Tour 2013. I 2013 spillede hun ligeledes sin egen "Come What May" forårstour, Spot festival, Nibe Festival, Tivoli, DR's Koncerthuset, Live Live festival mfl. samt på "New Era" tour i efteråret 2013.
Den svenske DJ duo Cazzette i valgte i 2013 at bruge Kamilia Amélie’s vokal på tracket "Weapon" (den oprindelige vokal fra tracket ”Weapons” af Faustix feat. Kamilia Amélie), som fik en million views på youtube indenfor de første 3 uger.
Den 18 Juli 2014 udkom Kamilia Amélies EP "Devil".
Den 3. november 2014 udkom Alexander Brown med nummeret Energi feat. Kamilia Amélie.
2. maj 2016 udkom singlen Kiss.

## Diskografi
- Album
  - 2012 Come What May (feat. Wafande og J-spliff)

- EP
  - 2014 Devil

- Singler
  - 2012 Little Darling
  - 2012 Jante Law Suppressed
  - 2012 Ego
  - 2013 Devil feat. Lazee
  - 2016 Kiss
- Gæsteoptræden
  - 2011 Weapons (Faustix feat. Kamilia Amélie)
  - 2011 Machine (Faustix feat. Kamilia Amélie)
  - 2013 Lad mine tårer tørre (Phenix feat. Kamilia Amélie)
  - 2014 Energi (Alexander Brown feat. Kamilia Amélie